# Joyride (àlbum)
Joyride constitueix el tercer àlbum d'estudi de Roxette, enregistrat el 1991 amb quinze cançons. Va tenir cinc senzills: el primer estaria "Joyride", l'últim No.1 als Estats Units, seguit de "Fading Like Flower (Every Time You Live)", "The Big L", "Spending My Time" i "Church of Your Heart".
Considerat un dels millors de la banda, precedit dels èxits Look Sharp! i el tema "It must have been love", ha venut fins avui més de 12 milions de còpies. El CD fou No.1 a Àustria, Canadà, Alemanya, Noruega, Suècia i Suïssa, a part de la segona posició al Regne Unit.

## Llistat de cançons
1. "Joyride" - 4:30
2. "Hotblooded" - 3:23
3. "Fading Like a Flower (Every Time You Leave)" - 3:54
4. "Knockin' on Every Door" - 4:00
5. "Spending My Time" - 4:39
6. "I Remember You" - 3:55
7. "Watercolours in the Rain" - 3:39
8. "The Big L" - 4:29
9. "Soul Deep" - 3:55
10. "(Do You Get) Excited?" - 4:18
11. "Church of Your Heart" - 3:20
12. "Small Talk" - 3:54
13. "Physical Fascination" - 3:31
14. "Things Will Never Be the Same" - 4:29
15. "Perfect Day" - 4:06

### Curiositats
- El llistat de la versió dels EUA i el LP no van incloure "I remember you" (bonus track).
- "Soul deep" és en realitat una nova versió inclosa a Pearls of Passion.